# Mátraszentimre
Mátraszentimre (slowakisch Alkár) ist eine ungarische Gemeinde im Kreis Gyöngyös im Komitat Heves. Die Gemeinde besteht aus den sechs Ortsteilen Bagolyirtás, Fallóskút, Galyatető, Mátraszentimre, Mátraszentistván und Mátraszentlászló. Ungefähr vierzig Prozent der Bewohner zählen zur Volksgruppe der Slowaken.

## Geografische Lage
Mátraszentimre liegt in der Mátra. 37 Kilometer westlich des Komitatssitzes Eger und 15 Kilometer nordwestlich der Kreisstadt Gyöngyös. Mátraszentimre ist die höchstgelegene Gemeinde Ungarns. Im nordöstlichen Teil der Gemeinde liegt der 964 Meter hohe Berg Galya-tető. Nachbargemeinden im Umkreis von 10 Kilometern sind Gyöngyösoroszi, Parádsasvár, Gyöngyöstarján und Szuha. Die Region ist ein beliebtes Wintersportgebiet.

## Geschichte
Die Dörfer in der oberen Mátra waren lange Zeit abgeschieden und kaum bekannt. Erst nach der Abtrennung des größten Teils der Westkarpaten vom ungarischen Staatsgebiet durch den Friedensvertrag von Trianon entwickelte sich in der Region der Tourismus. In den 1930er Jahren wurden viele Hotels und Sanatorien gebaut.
Am 900. Jahrestages zum Tode von König Stephan dem Heiligen im Sommer 1938 wurde im Rahmen eines Volksfestes die Dörfer Ötházhuta in Mátraszentimre, Fiskalitáshuta in Mátraszentlászló und Óhuta in Mátraszentistván umbenannt. 1944 wurden diese bis dahin selbständigen Gemeinden zu Mátraszentimre vereint. 1948 wurde dann noch Galyatető eingemeindet.
In den 1950er Jahren wurde im Ortsteil Mátraszentimre das Piszkéstető-Observatorium aufgebaut.
1991 fanden in Galyatető die Biathlon-Juniorenweltmeisterschaften statt.

## Sehenswürdigkeiten
- Evangelische Kirche (Fébé Evangélikus Diakonissza Egyesület Názáret üdülőtelepi templom)
- Mineralien-Museum (Mátra Ásványház)
- Römisch-katholische Kirche Béke királynéja-templom
- Römisch-katholische Kirche Szent Imre-templom
- Römisch-katholische Kirche Szent István király-templom, auch Három falu temploma genannt

Slowakisches Heimatmuseum
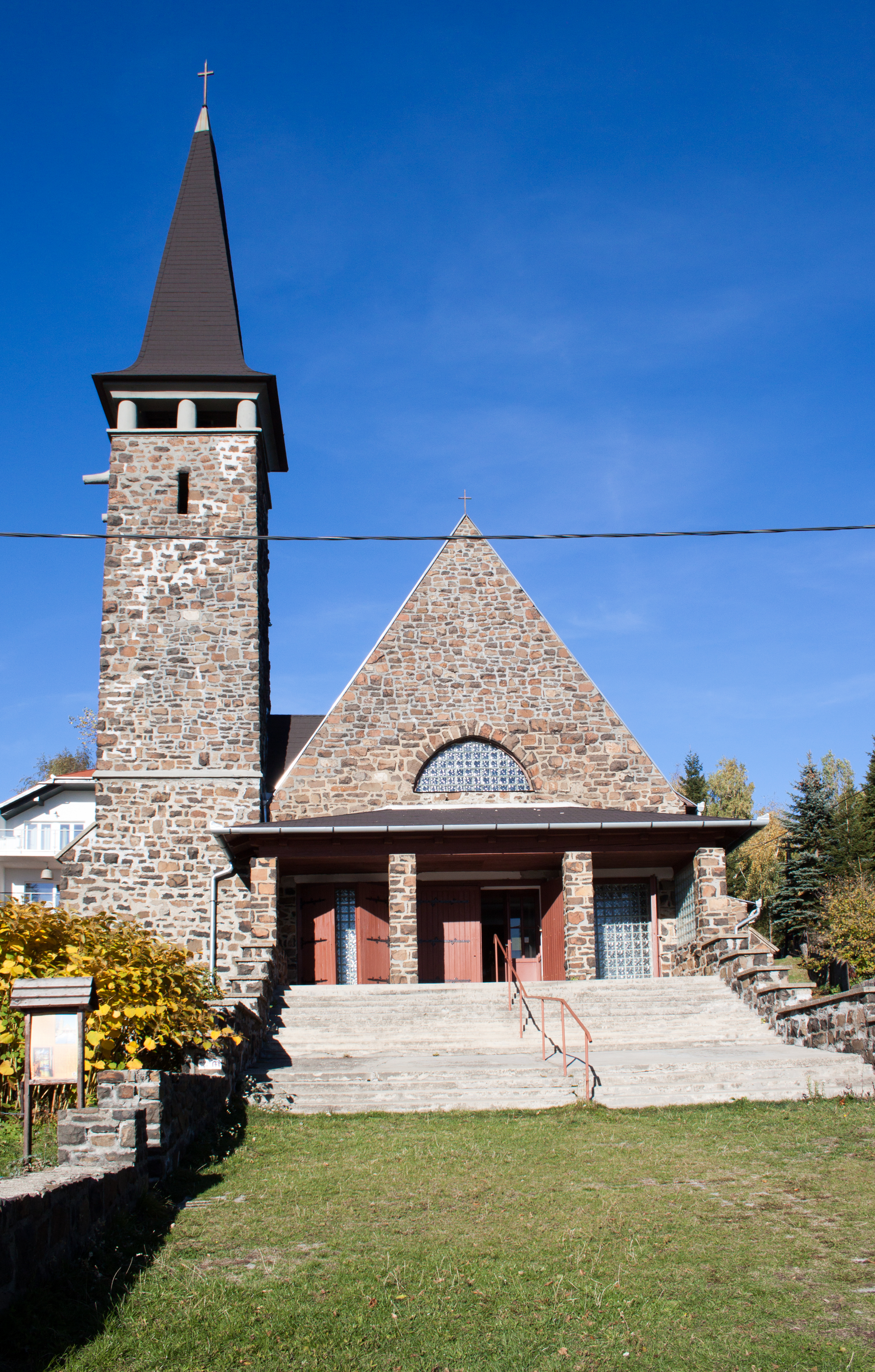
Römisch-katholische Kirche Szent Imre
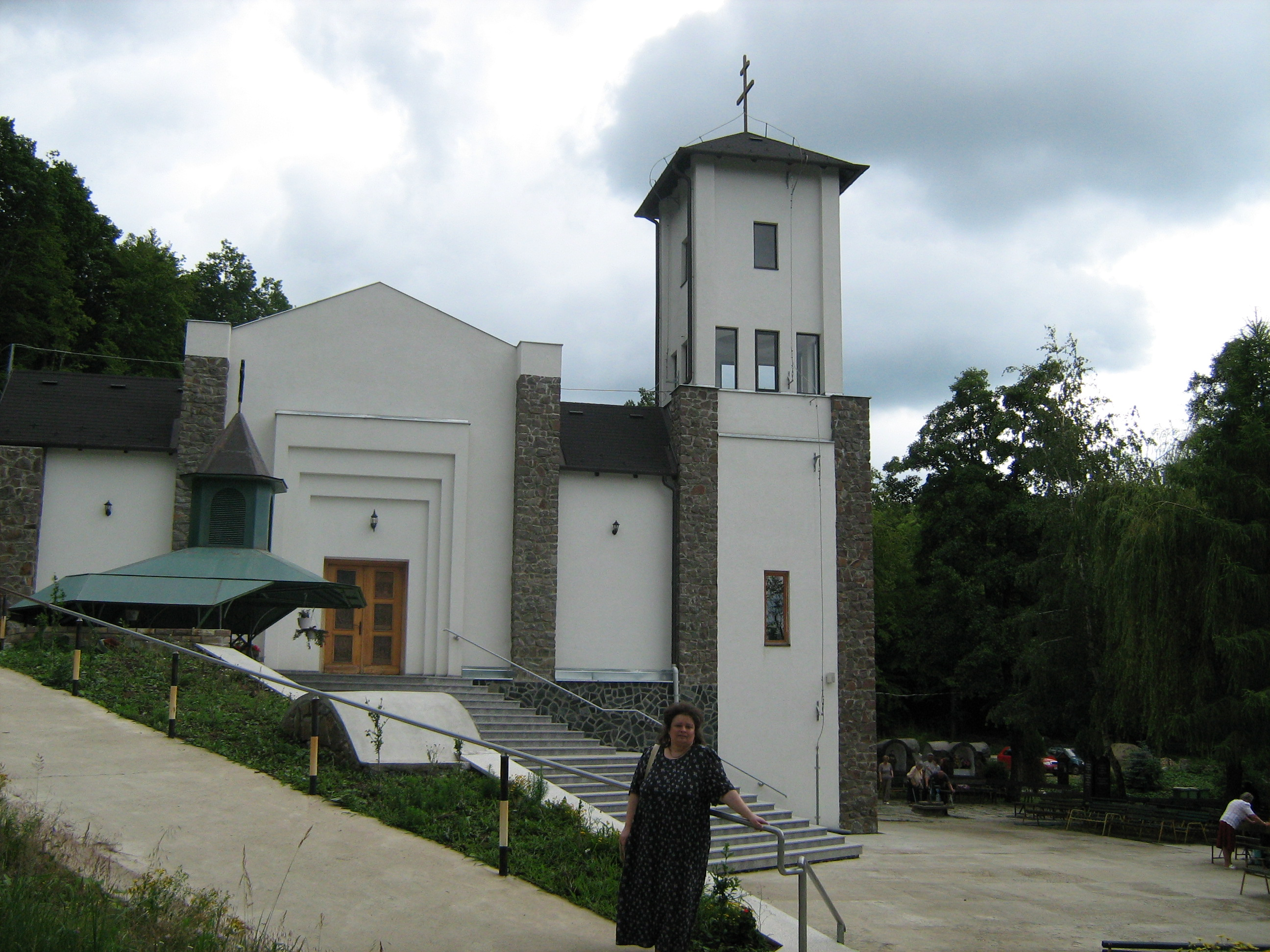
Römisch-katholische Kirche Béke királynéja
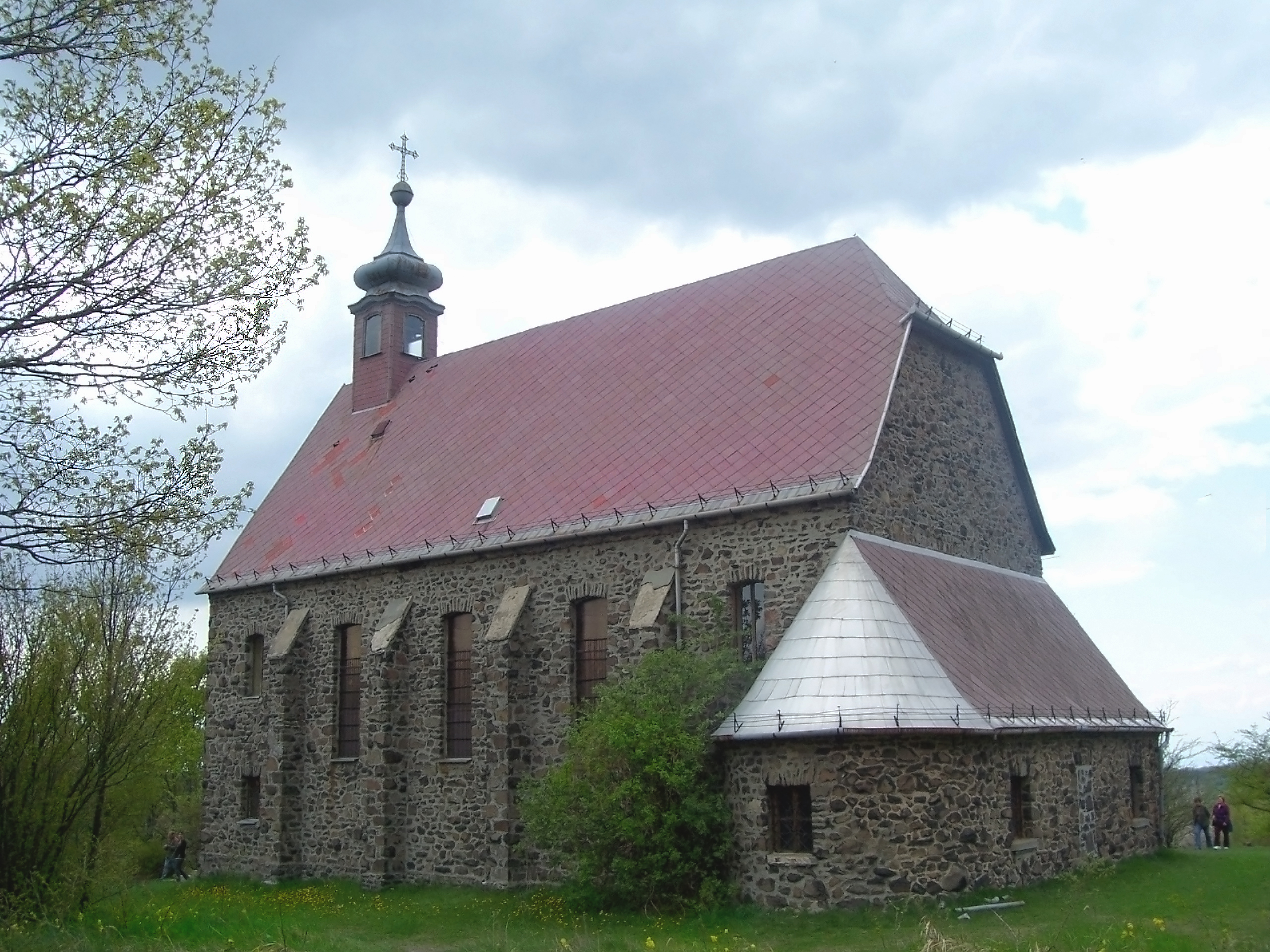
Römisch-katholische Kirche Szent István király
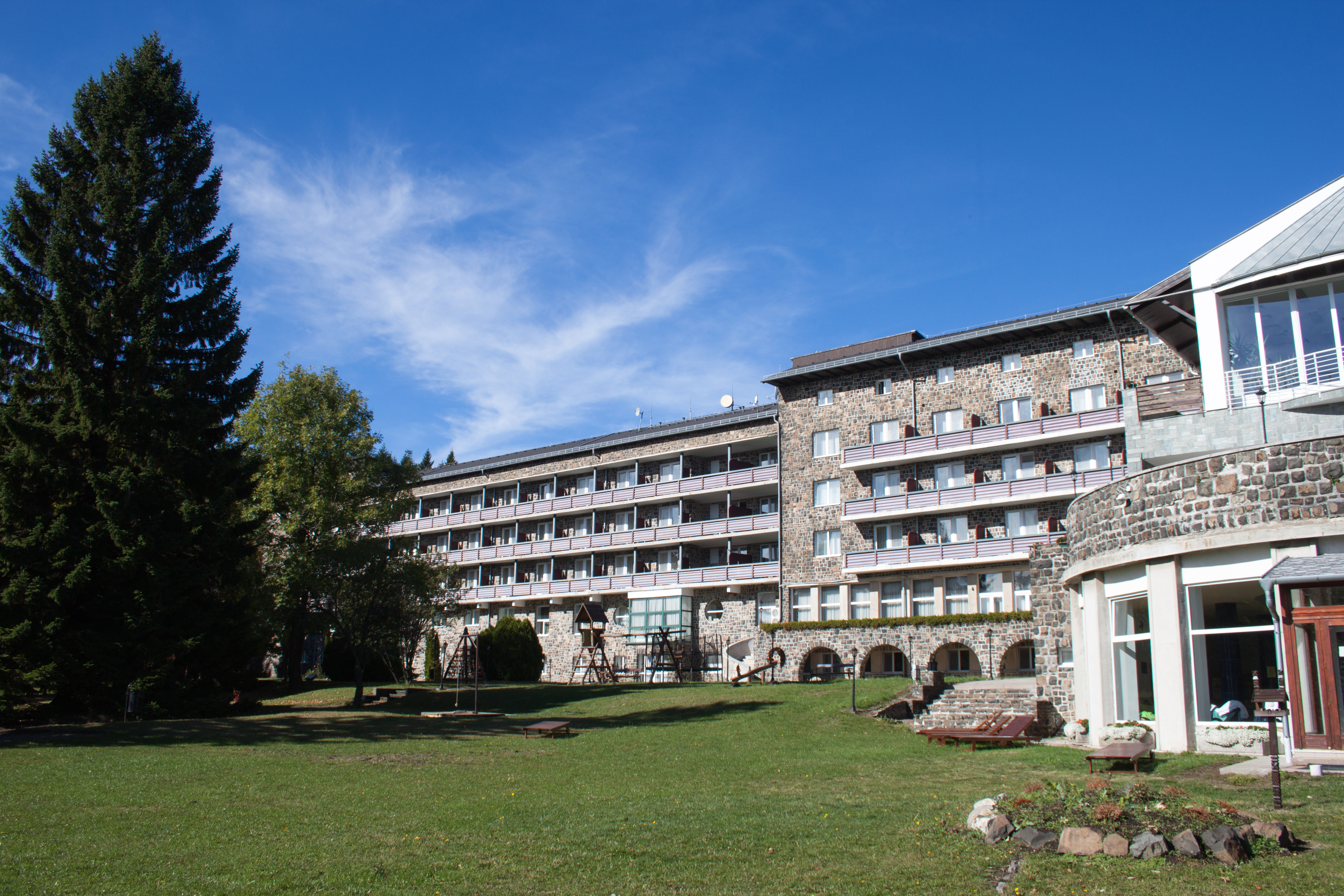
Grandhotel Galya in Galyatető

- Aussichtsturm auf dem Galya-tető

- Slowakisches Heimatmuseum
- Römisch-katholische Kirche Szent Imre
- Römisch-katholische Kirche Béke királynéja
- Römisch-katholische Kirche Szent István király
- Grandhotel Galya in Galyatető

## Verkehr
Mátraszentimre liegt an der Landstraße 2408  zwischen Pásztó an der Hauptstraße 21 und Mátraháza an der Hauptstraße 24. Der nächstgelegene Bahnhof befindet sich 23 Kilometer westlich in Pásztó. Durch das Gemeindegebiet führt der Fernwanderweg Országos Kéktúra.